# Sherron Collins
Pour les articles homonymes, voir Collins.
Sherron Marlon Collins, né le 18 mars 1987 à Chicago dans l'Illinois, est un joueur américain de basket-ball. Il évolue au poste de meneur.

## Biographie
Il joue au niveau universitaire pour les Jayhawks de l'Université du Kansas. Pendant cette période, il remporte le championnat de la conférence Big 12 chaque année ainsi que le championnat NCAA en 2008. Il est sélectionné comme AP All American lors de sa dernière année et quitte l'université en ayant remporté 130 matchs en quatre saisons. Il se présente à la Draft 2010 de la NBA mais n'est pas sélectionné. Le 6 aout 2010, il signe un contrat de deux ans avec les Bobcats de Charlotte. Il fait ses débuts en NBA lors du quatrième match de la saison contre les Nets du New Jersey et il fait 2 passes décisives en 4 minutes. Le 24 novembre 2010, le club l'envoie aux Red Claws du Maine en NBA Development League. Le 18 mars 2011, il signe avec le club lituanien Lietuvos rytas jusqu'à la fin de la saison.